# فساد الأمكنة (رواية)
فساد الأمكنة هي رواية الكاتب المصري صبري موسى ونشرت سنة 1973. اعتبر النقاد والأدباء رواية (فساد الأمكنة) كمعبر لأدب الستينيات والسبعينيات نحو الحداثة. وتم اختيار الرواية ضمن قائمة أفضل مائة رواية عربية.

## ملخص الرواية
تدور أحداث الرواية حول رحالة إيطالي يضع رحاله في مصر يدعى نيكولا، وينبهر بالصحراء فيقرر الاستقرار بها حتى نهاية حياته. وتكمن مكانة الرواية المهمة في الأدب المصري في كونها أول عمل فني يقع بالكامل في الصحراء بعد عقود من وقوع الروايات المصرية في الريف أو المدينة. فهي تركز على حياة البدو والقبائل بدلا من التركيز على الصيادين والحياة الساحلية. وتكمن حداثية الرواية في طريقة ربط الأحداث مع المكان، حيث أن المكان يلعب دور كبير في الرواية حتى أنه يبدو كشخصية مستلقة بذاته. ويفعل صبرى موسى هذا عن الطريق الوصف الدقيق للمكان وتفاصيله.

## شخصيات الرواية[5]
- نيكولا
- ماريو
- ايليا
- ايسا ابشر

## تحليل الرواية
تصف الرواية الجبل بأنه يعود إلى «آلاف السنين من تأثيرات الرياح وعوامل التعرية»، ويرى الباحث أنها إشارة تحقق هدفين في سياق النص، فهذا المكان قديم جداً قدم الأرض ذاتها، كما أن تأثير آلاف السنين لا يتعدى إحداث نتوءات صخرية وتجاويف، في حين أن سنوات معدودة من حياة الاستعماريين والاستغلاليين والطامعين في هذا الجبل فجرت فيه من خلال المواد المتفجرة سراديب وحفراً بطول آلاف الأمتار، وهو الأمر الذي يبرز تعارضاً أو تبايناً بين أثر الطبيعة الهين على مدار آلاف السنين وأثر الإنسان المدمر على مدار سنوات معدودة.
وتصف الرواية شخصية بطل العمل (الراهب نيكولا) بأنه «لا وطن له»، وهو وصف يقوم على المفارقة لأن نيكولا ليس معدوم الجذور ولا الهوية المكانية، فأصله من بلدة في القوقاز واستقر في تركيا حيث يعمل أبوه، وفي إيطاليا حيث عمل هو لبعض الوقت وتزوج وأنجب ابنته. وجاء إلى جبل «الدرهيب» في البداية بغرض التعدين والبحث عن المعادن النفيسة ومادة «التلك»، ثم سحره المكان وأساطيره وطبيعة القبائل المستوطنة فيه والتي يعود أصلها إلى منطقة القوقاز. وبذلك تصير عبارة «لا وطن له» تأكيداً لفكرة قيام نيكولا بتعذيب نفسه يومياً، لأنه يريد أن يتطهر وحتى أن يصير صخرة ومعلماً من معالم المكان، كما استطاع جده الأكبر «كوكا لونكا» أن يتحول إلى صخرة من قبل ويحقق أسطورته الخاصة.
يستعمل موسى «الفراغ» في الرواية بمعنى المكان الذي تنظر إليه العين نظرة بانورامية إجمالية أو شمولية، فلا تنظر إلى المكان في حد ذاته، وإنما تبحث عن شيء محدد فيه. يقول الراوي عن محاولات البحث عن نيكولا بعد اختفائه واختفاء حفيده الرضيع: «وأخذ بعضهم يتلمس بعينيه نيكولا في ذلك الفراغ الصحراوي المترامي البعد من هذا الارتفاع المناسب، وهز بعضهم رأسه وهو يلوح تجاه بحر الرمال الخطير والمخيف، مؤكداً أن نيكولا هناك الآن». في هذا السياق، يظهر أفراد قبائل البشارية، وهم السكان الأصليون للمكان، الذين يرفضون هؤلاء «الغرباء»، رفضاً رومانتيكياً، فيدير البشاري رأسه تجاه الفضاء إذا رأى واحداً منهم، ما اضطر هؤلاء الغرباء من مسؤولي شركات التعدين والسياحة إلى استقدام «الغرباء» الذين يتناثرون عبر فضاء النص؛ وهم المستثمرون المصريون الذي ينتمون للمكان على سبيل المجاز المرسل، والأجانب المغامرون الذي جاءوا للتنقيب عن المعادن النفيسة وكل ما يمكنهم من أن يكوّنوا ثروة عظيمة وتحميهم سلطات الاحتلال الإنجليزي التي يتممون إليها حقيقة أو على سبيل المجاز أيضاً. وكلا الفريقين اللذين تجمعهما المصلحة الواحدة ينظر إلى المكان على أنه نكرة بلا صاحب وبلا جماعات أو قبائل تعيش فيه منذ مئات وربما آلاف السنين، وبالتالي يعتبرونه عديم الانتماء ويقومون بالاستيلاء عليه بتفويض من السلطات التي تنظر إلى أهل المكان الأصليين على أنهم مجرد هامش من هوامش الدولة لا قيمة له ولا حق له في المكان أو في انتساب المكان إليه.

## الجوائز الحاصلة عليها الرواية[6]
- جائزة الدولة التشجيعية، عام 1974.
- جائزة بيجاسوس الأميركية  للأعمال غير المكتوبة بالإنجليزية.
- فاز صاحبها بوسام الجمهورية من الطبقة الأولى.